# Abrostola violacea
Abrostola violacea är en fjärilsart som beskrevs av Claude Dufay 1958. Abrostola violacea ingår i släktet Abrostola och familjen nattflyn. Inga underarter finns listade i Catalogue of Life.